# Éric Mulard
Eric Mulard, né à Neuilly-sur-Seine en 1948 est un compositeur français de musique électroacoustique.

## Biographie
Après des études à L'Institut de musicologie de Paris-Sorbonne, il participe à différents stages d'été de musique électroacoustique organisés par l’IMEB et l’INA-GRM.
Après avoir été producteur d'émissions musicales  à l'ORTF à Beyrouth de 1972 à 1974, il dirige de 1974 à 1982 l'action pédagogique de la Galerie Sonore fondée par Maurice Fleuret aux
Jeunesses musicales de France. À partir de 1982, il fonde  avec Pierre Boeswillwald et dirige depuis, le studio Delta P avec l'aide de la ville de La Rochelle et du Ministère de la Culture (France). Le studio Delta P se consacre à la création et à la recherche en musique électroacoustique.
Son travail compositionnel est essentiellement orienté vers une  recherche expérimentale  des musiques électroacoustiques essentiellement basées sur  le son fixé, qu'elles soient destinées pour le concert ou appliquées au théâtre, à la muséographie et à l'art radiophonique.
Depuis 1998 sa démarche créatrice se concentre  particulièrement sur l'élaboration d'œuvres utilisant un dispositif unique de la  conception/création en studio, jusqu'à la diffusion de l'œuvre en public. Ce dispositif comprend huit haut-parleurs identiques disposés en arc de cercle face à l'auditeur.
Son esthétique vise à révéler la dimension musicale du réel sonore brut enregistré à travers pour l'essentiel la geste ou l'art du montage. Celui-ci génère,comme l'écrit l'auteur, un jeu de va-et-vient entre l'écoute sauvage et l'écoute poétique des sons.
Ses œuvres de concert ont été jouées et diffusées dans de nombreux festivals.

## Discographie
- La métamorphose d'un départ (1986), prix de la création sonore (1987) des chasseurs de sons,France Culture à Radio France.
- La loupe d'orme (1993), œuvre primée au 22e concours international des musiques électroacoustiques  organisé par IMEB  à Bourges.
- Le passage de l'instant (1998)
- Incantation  (1998)
- Le Santal Irisé  (2000)
- Turbulence (2001)
- Louteou (2002)

## Catalogue des œuvres
la liste  ne mentionne qu'une sélection de musiques électroacoustiques seules, c'est-à-dire dédiées au concert et créées en public.
source:catalogue Sacem.

### Pièces stéréophoniques
- Parfum d'ombres (1992)
- Cantate pour la Rochelle (1994)
- Le miroir à salade  (1995)
- De calèche en syllabe (1997)
- Les songes du temps  (2005), Commande de l'État, Ministère de la Culture (France).
- Echolalie (2009), diffusion sur France Musique
- Flouindi (2011)

### Pièces pour huit haut-parleurs
- Tintinnabule (1998)
- Soudain les moustaches de l'ambre (2007)
- Volubilis vivace (2009)
- Diabologues (2012)

## Écrits
- Pour une dramaturgie du sonore, L'Espace du son I, revue d'esthétique , 1988  Belgique.
- Existe-t-il dans notre culture d'aujourd'hui, une place pour un art dédié au sens de l'ouïe, qui ne se réduise pas à la notion de musique ? conférence donnée au Carré Amelot de La Rochelle en 2010.
- Éducation et Culture orale.
- Le point d'ouïe ,conférence donnée dans le cadre de la semaine nationale du son en janvier 2011 à Fontenay-le-Comte en Vendée.
- Prolégomènes autour de l'art haut-parlant.